# 57. Oscar-gála
Az 57. Oscar-gálát, a Filmakadémia díjátadóját 1985. március 25-én tartották meg. Az amerikai Filmakadémia kénytelen volt az este hosszát korlátozni, az előző évi 3 óra 42 perces idejével a televíziónézők millióinak türelmét tette próbára. Miloš Forman filmje amely Wolfgang Amadeus Mozart életéről szólt 11 jelöléséből nyolcat váltott díjra. Steven Spielberg megint jelölés nélkül maradt, filmje az Indiana Jones és a végzet temploma két technikai díjat kapott. Sally Field második jelölésével ismét Oscar-díjas lett, ez rajta kívül csak Helen Hayesnek, Vivien Leightnek és Luise Rainernek sikerült. Peggy Ashcroft 77 éves korában nyerte első díját.

## Kategóriák és jelöltek
nyertesek félkövérrel jelölve

### Legjobb film
- Amadeus – Barrandov Studios – Zaentz, Orion – Saul Zaentz
  - Gyilkos mezők – Goldcrest/International Film Investors, Warner Bros. – David Puttnam
  - Hely a szívemben – Tri-Star – Arlene Donovan
  - Katonatörténet – Caldix, Columbia – Norman Jewison, Ronald L. Schwary és Patrick Palmer
  - Út Indiába (A Passage to India) – G. W. Films Ltd., Columbia – John Brabourne és Richard Goodwin

### Legjobb színész
- F. Murray Abraham  –  Amadeus
  - Jeff Bridges        –  Csillagember
  - Albert Finney       –  A vulkán alatt (Under the Volcano)
  - Tom Hulce           –  Amadeus
  - Sam Waterston       –  Gyilkos mezők

### Legjobb színésznő
- Sally Field  –  Hely a szívemben - (Places in the Heart)
  - Judy Davis  –  Út Indiába (A Passage to India)
  - Jessica Lange  –  Farmerek között - Country
  - Vanessa Redgrave  –  A bostoniak (The Bostonians)
  - Sissy Spacek  –  A folyó (The River)

### Legjobb férfi mellékszereplő
- Haing S. Ngor  –  Gyilkos mezők
  - Adolph Caesar  –  Katonatörténet
  - John Malkovich  –  Hely a szívemben
  - Pat Morita  –  Karate kölyök
  - Ralph Richardson  –  Tarzan, a majmok ura

### Legjobb női mellékszereplő
- Peggy Ashcroft – Út Indiába (A Passage to India)
  - Glenn Close – Őstehetség (The Natural)
  - Lindsay Crouse – Hely a szívemben
  - Christine Lahti – Második műszak
  - Geraldine Page – Az alvilág pápája

### Legjobb rendező
- Miloš Forman – Amadeus
  - Woody Allen – Broadway Danny Rose
  - Robert Benton – Hely a szívemben
  - Roland Joffé – Gyilkos mezők
  - David Lean – Út Indiába (A Passage to India)

### Legjobb eredeti történet
- Hely a szívemben – Robert Benton
  - Beverly Hills-i zsaru – Daniel Petrie, Jr., Danilo Bach
  - Broadway Danny Rose – Woody Allen
  - Csobbanás – Lowell Ganz, Babaloo Mandel, Bruce Jay Friedman, Brian Grazer
  - El Norte – Gregory Nava, Anna Thomas

### Legjobb adaptált forgatókönyv
- Amadeus – Peter Shaffer forgatókönyve Peter Shaffer színműve alapján
  - Tarzan, a majmok ura Apes – P.H. Vazak, Michael Austin forgatókönyve Edgar Rice Burroughs: ’’Tarzan of the Apes’’ című regénye alapján
  - Gyilkos mezők – Bruce Robinson forgatókönyve Sydney Schanberg: ’’The Death and Life of Dith Pran’’ című cikke alapján
  - Út Indiába (A Passage to India) – David Lean forgatókönyve E.M. Forster regénye alapján
  - Katonatörténet – Charles Fuller forgatókönyve ’’A Soldier’s Play’’ című színműve alapján

### Legjobb operatőr
- Chris Menges, Gyilkos mezők
  - Ernest Day, Út Indiába (A Passage to India)
  - Caleb Deschanel, Őstehetség (The Natural)
  - Miroslav Ondricek, Amadeus
  - Vilmos Zsigmond, A folyó (The River)

### Látványtervezés és díszlet
- Patrizia von Brandenstein; Karel Černý (Díszlet) – Amadeus
  - Richard Sylbert, George Gaines – Gengszterek klubja
  - Mel Bourne, Angelo P. Graham, Bruce Weintraub – Őstehetség (The Natural)
  - John Box, Hugh Scaife – Út Indiába (A Passage to India)
  - Albert Brenner, Rick Simpson – 2010 – A kapcsolat éve

### Legjobb vágás
- Gyilkos mezők – Jim Clark
  - Amadeus – Nena Danevic, Michael Chandler
  - Gengszterek klubja – Barry Malkin, Robert O. Lovett
  - Út Indiába (A Passage to India) – David Lean
  - Romancing the Stone – DonnCambern, Frank Morriss

### Legjobb vizuális effektus
- Kay Rose – A folyó – (hang effektus)

### Legjobb idegen nyelvű film
- Veszélyes lépések - (Dangerous Moves) (La Diagonale du fou) (Svájc) – Arthur Cohn Productions,  Cécilia Films – Arthur Cohn, Martine Marignac producerek – Richard Dembo rendező
  - Camila (Argentína) – GEA Producciones, Impala Film – Lita Stantic producer – Maria Luisa Bemberg rendező
  - Beyond the Law (a.k.a. Beyond the Walls) (מאחורי הסורגים) (Izrael) – April Films – Rudy Cohen producer – Uri Barbash, Rudy Cohen rendező
  - Double Feature (Sessión continua) (Spanyolország) – Nickel Odeon S.A. – José Luis Garci producer és rendező
  - Harctéri regény - (War-time Romance) (Военно-полевой роман) (USSR) – Odessa Film Studios – producer – Pjotr Todorovszkij rendező

### Legjobb filmzene

#### Eredeti filmzene
- Út Indiába (A Passage to India) – Maurice Jarre
  - Indiana Jones és a végzet temploma (Indiana Jones and the Temple of Doom) – John Williams
  - Őstehetség (The Natural) – Randy Newman
  - A folyó (The River) – John Williams
  - A vulkán alatt (Under the Volcano) – Alex North

#### Eredeti dalszerzés
- Bíboreső (Purple Rain) – Prince
  - Muppet-show New Yorkban (The Muppets Take Manhattan) – Jeff Moss
  - Dalszerző (Songwriter) – Kris Kristofferson

## Statisztika

### Egynél több jelöléssel bíró filmek
- 11: Amadeus, Út Indiába - (A Passage to India)
- 7: Gyilkos mezők - (The Killing Fields), Hely a szívemben - (Places in the Heart)
- 5: 2010
- 4: A folyó - (The River)
- 3: Tarzan, a majmok ura - (Greystoke: The Legend of Tarzan), Őstehetség - (Lord of the Apes), The Natural, Katonatörténet - (A Soldier's Story)
- 2: A bostoniak - (The Bostonians), Broadway Danny Rose, Gengszterek klubja - (The Cotton Club), Gumiláb - (Foostloose), Szellemirtók - (Ghostbusters), Indiana Jones és a végzet temploma - (Indiana Jones and the Temple of Doom), A vulkán alatt - (Under the Volcano)

### Egynél több díjjal bíró filmek
- 8: Amadeus
- 3: The Killing Fields
- 2: A Passage to India, Places in the Heart

## Külső hivatkozások
- Az 1985. év Oscar-díjasai az Internet Movie Database-ben